# Evelyn Berezin
Evelyn Berezin (* 12. April 1925 in New York City; † 8. Dezember 2018) war eine US-amerikanische Physikerin, Informatikerin und Unternehmerin.
Berezin studierte Physik an der New York University mit dem Bachelor-Abschluss 1945 und erhielt 1946 ein Stipendium der Atomic Energy Commission. 1951 begann sie als Logik-Designerin für die Computer-Start-up-Firma Elecom in Brooklyn zu arbeiten. Danach arbeitete sie am Entwurf von Spezialcomputern für eine Reihe von Firmen, unter anderem bei der Firma Teleregister in Connecticut an einem Datenverarbeitungssystem für die Reservierungen von United Airlines, das 1962 in Betrieb ging. Die Anlage war elf Jahre in Betrieb und bestand aus drei Zentral-Prozessoren, die mit einer Sekunde Antwortzeit Schalter in rund 60 Städten bedienten.
1969 gründete sie die erste Firma für Textverarbeitung, die Redactron Corporation. 1971 wurde der erste Word Processor ausgeliefert (damals kein reines Software-Produkt, sondern mit speziell entwickelter Hardware). Es handelte sich um das erste computerisierte Textverarbeitungssystem. Die Firma wuchs von anfangs neun Mitarbeitern auf 500 Mitarbeiter, bis sie 1976 an die Burroughs Corporation verkauft wurde.
Ab 1988 war Berezin in der Unternehmensberatung und im Risikokapital als Präsidentin der Greenhouse Management Company tätig. Sie war in mehreren Aufsichtsräten und Beraterin von Brookhaven Science Associates (Betreiber des Brookhaven National Laboratory). Von der Adelphi University und der Eastern Michigan University erhielt sie die Ehrendoktorwürde.
Sie war in einer Liste der 100 führenden Geschäftsfrauen der USA die einzige führende Managerin in einer Technologiefirma.

## Auszeichnungen
- 2006 Long Island Technology Hall of Fame.
- 2006 Women Achiever's Against the Odds Honoree des Long Island Fund for Women and Girls.[2]
- 2011 Women in Technology International (WITI) Hall of Fame.
- Sie erhielt den Long Island Distinguished Leadership Award.
- Top 100 Business Women in den USA in BusinessWeek magazine.
- Ehrendoktorwürde der Adelphi University.
- Ehrendoktorwürde der Eastern Michigan University.
- 2015 wurde sie Fellow des Computer History Museum für  „her early work in computer design and a lifetime of entrepreneurial activity.“
- 2020 wurde sie in die National Inventors Hall of Fame aufgenommen.[3]